# Waltersleben
Waltersleben, Erfurt-Waltersleben – dzielnica miasta Erfurt w Niemczech, w kraju związkowym Turyngia.